# I Started a Joke
I Started a Joke è un singolo dei Bee Gees pubblicato nel 1968 ed estratto dall'album Idea.
Il brano è stato scritto da Barry Gibb, Robin Gibb e Maurice Gibb.

## Tracce
- 7"

1. I Started a Joke
2. Kilburn Towers

## Cover e presenze nei media
- Richie Havens ha inciso una sua versione del brano nell'album Stonehenge (1970).
- La cantante scozzese Lulu ha pubblicato una cover del brano nell'album Lulu's Album (1969).
- Il musicista statunitense Benny Mardones ha inciso il brano per il suo disco d'esordio Thank God for Girls, uscito nel 1978.
- Una cover del brano realizzata dai Faith No More è presente nella loro raccolta Who Cares a Lot? (1998).
- Nel 2004, i Low hanno pubblicato il boxset A Lifetime of Temporary Relief: 10 Years of B-Sides and Rarities, in cui vi è il brano da loro rifatto con Mimi Parker alla voce.
- Il tenore italiano Michéal Castaldo ha inciso un brano in una versione italiana, presente nell'album Aceto (2010).
- In una scena del film The Fighter (2010), l'attore Christian Bale, interpretando il personaggio di Dicky Eklund, canta la canzone.
- I Pet Shop Boys hanno eseguito il brano, inserendolo come B-side nel singolo Winner del 2012.
- Nella colonna sonora del film del 2016 Suicide Squad il brano è presente in una versione eseguita da ConfidentialMX e Becky Hanson.
- Nella colonna sonora del film Zoolander la canzone è interpretata dal gruppo americano The Wallflowers, gruppo con alla voce Jakob Dylan, il figlio di Bob Dylan.
- Nella colonna sonora della sesta puntata della miniserie Baby Reindeer la canzone è presente nella versione originale.